# Eubalichthys
Eubalichthys är ett släkte av fiskar. Eubalichthys ingår i familjen filfiskar.
Kladogram enligt Catalogue of Life:
| Eubalichthys | \| \| Eubalichthys bucephalus \| \| \| \| \| \| Eubalichthys caeruleoguttatus \| \| \| \| \| \| Eubalichthys cyanoura \| \| \| \| \| \| Eubalichthys gunnii \| \| \| \| \| \| Eubalichthys mosaicus \| \| \| \| \| \| Eubalichthys quadrispinis \| \| \| \| |
|              | \| \| Eubalichthys bucephalus \| \| \| \| \| \| Eubalichthys caeruleoguttatus \| \| \| \| \| \| Eubalichthys cyanoura \| \| \| \| \| \| Eubalichthys gunnii \| \| \| \| \| \| Eubalichthys mosaicus \| \| \| \| \| \| Eubalichthys quadrispinis \| \| \| \| |
|              | Acanthaluteres |
|              | |
|              | Acreichthys |
|              | |
|              | Aluterus |
|              | |
|              | Amanses |
|              | |
|              | Anacanthus |
|              | |
|              | Brachaluteres |
|              | |
|              | Cantherhines |
|              | |
|              | Cantheschenia |
|              | |
|              | Chaetodermis |
|              | |
|              | Colurodontis |
|              | |
|              | Enigmacanthus |
|              | |
|              | Lalmohania |
|              | |
|              | Meuschenia |
|              | |
|              | Monacanthus |
|              | |
|              | Nelusetta |
|              | |
|              | Oxymonacanthus |
|              | |
|              | Paraluteres |
|              | |
|              | Paramonacanthus |
|              | |
|              | Pervagor |
|              | |
|              | Pseudalutarius |
|              | |
|              | Pseudomonacanthus |
|              | |
|              | Rudarius |
|              | |
|              | Scobinichthys |
|              | |
|              | Stephanolepis |
|              | |
|              | Thamnaconus |
|              | |
|              | Eubalichthys bucephalus |
|              | |
|              | Eubalichthys caeruleoguttatus |
|              | |
|              | Eubalichthys cyanoura |
|              | |
|              | Eubalichthys gunnii |
|              | |
|              | Eubalichthys mosaicus |
|              | |
|              | Eubalichthys quadrispinis |
|              | |

|  | Eubalichthys bucephalus       |
|  |                               |
|  | Eubalichthys caeruleoguttatus |
|  |                               |
|  | Eubalichthys cyanoura         |
|  |                               |
|  | Eubalichthys gunnii           |
|  |                               |
|  | Eubalichthys mosaicus         |
|  |                               |
|  | Eubalichthys quadrispinis     |
|  |                               |